# Nebregovo
Nebregovo (macedónul: Небрегово) település Észak-Macedóniában, a Pelagonijai körzet Dolneni járásában.

## Népesség
| Lakosok száma | 358  | 343  | 303  | 282  | 217  | 164  | 155  | 156  | 118  |
|               | 1948 | 1953 | 1961 | 1971 | 1981 | 1991 | 1994 | 2002 | 2021 |

2002-ben 156 lakosa volt, akik mindannyian macedónok.